# Decauville-Werke in Diano Marina

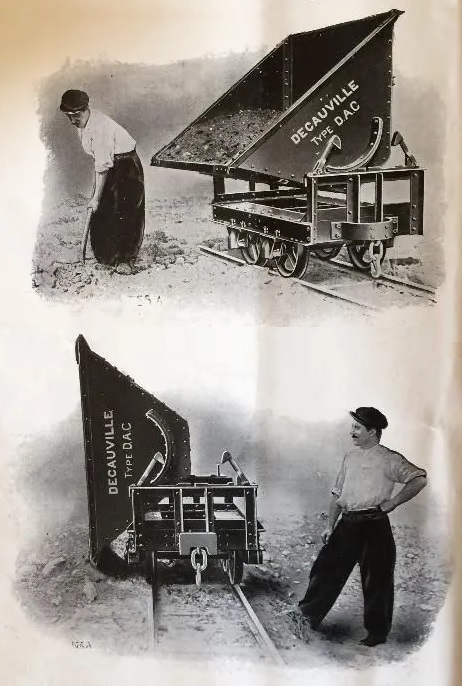
Decauville Kipploren

Die Decauville-Werke in Diano Marina produzierten von 1889 bis 1895 in Diano Marina, Italien, vor allem Schmalspurbahn-Gleisjoche und Kipploren.

## Geschichte

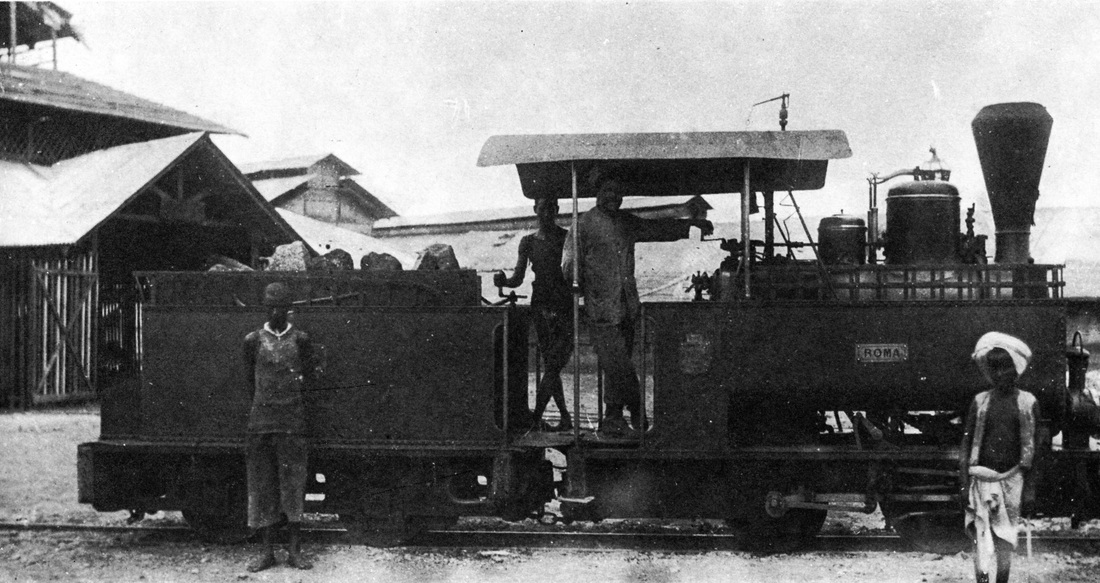
Decauville-Lokomotive N° 48/1887 'Roma' in Eritrea

1888 erhielten die Etablissements Decauville Aîné, ein französischer Hersteller von Eisenbahnmaterial von der italienischen Regierung den Auftrag zur Lieferung von Oberbaumaterial sowie Fahrzeugen für eine ca. 50 km lange schmalspurige Militärbahn in Abessinien mit einer Spurweite von 600 mm (siehe: Decauville-Bahn Massaua–Saati).
Die Firma Decauville Aîné kaufte daraufhin 4 Hektar Land in Diano Marina an der italienischen Riviera etwa 90 km südwestlich von Genua, um eine neue Produktionsstätte für Eisenbahnmaterial zu errichten. Die Fabrik wurde auf dem Gelände eines ehemaligen Zementwerks zwischen der Eisenbahnstrecke Nizza–Genua und dem Meer errichtet. Der Hauptgrund für die Schaffung dieser Produktionsstätte bestand darin, die Kosten für Zoll und Steuern zu minimieren, da pro Tonne importierten Gleismaterials 120 Franc erhoben wurden. S. 18 Die Gesellschaft errichtete die Fabrik am 13. November 1889. Sie behielt sich das Recht vor, den Betrieb entweder auf eigene Rechnung oder im Namen einer anderen von der Gesellschaft bestimmten Person oder Gesellschaft zu erwerben.
Die Fabrik spezialisierte sich auf die Herstellung von tragbaren Eisenbahnschienen, tragbaren Brücken und anderem Feldbahn-Material. In der Fabrik waren 50 Arbeiter beschäftigt, und der Antrieb erfolgte durch eine 20 PS starke Lokomobile.
Das Werk in Diano-Marina (im Wert von 110.000 Francs) wurde 1895 stillgelegt, als am 1. Januar 1895 die Decauville-Werke in Val-Saint-Lambert in Belgien gegründet wurden. S. 54 Die meisten Maschinen des italienischen Werks wurden nach Russland exportiert, um in einem französisch-russischen Gemeinschaftsunternehmen für den Bau von Schmalspurbahnausrüstungen eingesetzt zu werden, während der Leiter des italienischen Werks, Herr Ferrari, eine Position als Direktor der Decauville-Werke in Val-Saint-Lambert übernahm. S. 88–89